# Spildevandsslam
Spildevandsslam er restmaterialet efter spildevand, der er blevet behandlet i et rensningsanlæg. Det kan også udfældes fra spildevandet i f.eks. kloakker. Slam er som oftest grå-brunt.

## Afsætning
Spildevandsslam opstår på rensningsanlæg i forbindelse med rensning af spildevand. Spildevandsslammet består primært af mikroorganismer, der har renset spildevandet for f.eks. organisk materiale, fosfater med mere, så vandet igen kan indgå i naturens kredsløb. Efter at spildevandsslammet er skilt fra vandet på renseanlægget og blevet opkoncentreret, er der tre muligheder for afsætning:
1. Forbrænding
2. Kompostering
3. Direkte anvendelse som gødning på landbrugsjord

Affaldshierarkiet i Affaldsbekendtgørelsen siger, at mest muligt affald skal genanvendes frem for forbrændes og deponeres. Regeringens Ressourcestrategi sætter som mål, at 80% af al fosfor fra spildevandsslam skal recirkuleres til landbrugsjorden. Kompostering sker primært i de tilfælde, hvor kravene til miljøfremmede stoffer ikke kan overholdes, mens forbrænding primært sker i de tilfælde, hvor kvalitetskravene for tungmetaller ikke kan overholdes.

## Lovgivning
I Danmark er kvaliteten af spildevandsslammet rigtig god, f.eks. er indholdet af tungmetaller og miljø-fremmede stoffer meget lav grundet skrappe grænseværdier. Da spildevandsslam indeholder en række næringsstoffer, som stammer fra det biologiske kredsløb, er spildevandsslam velegnet som gødningskilde i landbruget. For at sikre, at der ikke bliver udbragt spildevandsslam med et højt indhold af skadelige stoffer, har Danmark en skrap lovgivning på området. Miljøstyrelsen, der er øverste myndighed på området, har således ansvaret for ”Affald-til-Jord” bekendtgørelsen. Denne bekendtgørelse beskriver hvilke krav spildevandsslammet skal opfylde (bl.a. med nogle af verdens skrappeste grænseværdier for tungmetaller og miljøfremmede stoffer), for at det kan recirkuleres i det biologiske kredsløb.

## En høj andel benyttes som gødning
Hvis spildevandsslammet ikke kan overholde disse skrappe grænseværdier, bliver det ofte brændt, således at det sikres, at der ikke spredes uønskede stoffer i naturen. Undersøgelser fra Miljøstyrelsen viser dog, at langt den største del af spildevandsslammet overholder de nationale grænseværdier, og således er egnet til at blive recirkuleret som gødning på danske landbrugsarealer.
Overholder spildevandsslammet grænseværdierne, afsættes det som "biogødning" i landbruget. Seneste opgørelse viser, at 77% af alt spildevandsslam i Danmark bliver nyttiggjort som gødning. Af Miljøstyrelsens hjemmeside fremgår det, at biogødning er af så fin en kvalitet, at det uden risiko for miljø og sundhed kan genanvendes på landbrugsjord, herunder også områder med særlige drikkevandsinteresser.

## Kontrol
Biogødning er en eftertragtet gødningskilde i landbruget, hvor landmændene sætter pris på kvælstof, fosfor og det organiske materiale (kulstof) i biogødningen. Kvælstof og fosfor i biogødningen er vigtige for landmanden, da disse næringsstoffer er afgørende for at høste et højt udbytte gennem afgrøderne på marken. For at sikre, at der ikke tilføres så store mængder, at der er risiko for udvaskning, skal alt brugen af biogødning indrapporteres til NaturErhvervstyrelsen og således indgå i landmandens gødningsregnskab.

## Livscyklusanalyse
I 2013 udarbejdede COWI på vegne af Miljøstyrelsen en livscyklusanalyse for anvendelse af spildevandsslam. 14 forskellige behandlingsformer af spildevandsslam blev sammenlignet.
Miljøvurderingen viste, at der ikke var et enkelt scenarie, som var bedst i alle miljøkategorier, og som uden forbehold kunne siges at have den bedste miljøprofil. Der kunne derfor ikke udpeges ét scenarie, der miljømæssigt set var det foretrukne.
Den samfundsøkonomiske vurdering viste, at direkte udbringning af biogødning på landbrugsjord var den billigste behandlingsform og slamforbrænding var den dyreste – ca. 2 til 3 gange så dyr pr. ton som udbringning på landbrugsjord.